# Tampoco tan grandes
Tampoco tan grandes  es una película de Argentina filmada en colores dirigida por Federico Sosa sobre el guion de Máximo Reca que se estrenó el 14 de febrero de 2019 y que tuvo como actores principales a  Paula Reca, Miguel Ángel Solá, Andrés Ciavaglia y María Canale.

## Sinopsis
Una creativa publicitaria que está a punto de casarse se entera del fallecimiento de su padre, a quién creía muerto hace más de 20 años, cuando recibe un llamado para realizar la ejecución del respectivo testamento. 
En el mismo día, sufre un accidentado reencuentro con su exnovio, a quién luego convence de acompañarla a Mar Del Plata para la lectura del testamento.
Durante este trámite, conoce a la inesperada pareja de su progenitor para luego emprender juntos un viaje hacia el Sur de Argentina a fin de cumplir el último deseo de su difunto padre y conocer el terreno que ha heredado.

## Reparto
Intervinieron en el filme los siguientes intérpretes:
- Paula Reca	...	Lola Willfog
- Miguel Ángel Solá	...	Natalio
- Andrés Ciavaglia	...	Teo Firpo
- Chang Sung Kim	...	Abogado
- María Canale	...	Rita Firpo
- Rubén Szuchmacher...	Vendedor Kiosko
- Tomás Wicz	...	Niño Kiosko

## Exhibición
La película, reconocible dentro del género comedia romántica, se estrenó el 14 de febrero de 2019 coincidiendo con el Día de los Enamorados. No obstante la venta de entradas fue escasa. Durante las semanas que permaneció en cartelera, "Tampoco tan grandes" atrajo a tan solo 12501 espectadores, ubicándose en el puesto 140 de la taquilla argentina de ese año.

## Críticas
Diego Batlle  en La Nación opinó:

”Federico Sosa combina distintos géneros como la comedia romántica (en su variante de rematrimonio), la road movie y una apuesta por el humor absurdo (y al mismo tiempo asordinado) con personajes en principio deformes y disfuncionales, pero a la larga entrañables….Es precisamente ese viaje lleno de enredos, encuentros y desencuentros, el corazón narrativo y emocional de una película que pendula entre pasajes inspirados y otros no del todo logrados. El balance final, de todas maneras, no deja de ser simpático y estimulante.”

Horacio Bernades en Página 12 escribió:

” Desde el primer encuentro, está claro que Lola y Teo van a reconciliarse, lo cual anula el movimiento de vaivén que le daría algún suspenso a la situación…Lo de Miguel Angel Solá es raro. Busca a su personaje con un hablar quebradizo y voz aflautada, componiendo muy de afuera para adentro. Pero a la vez, su historia de amor con el hombre fallecido, intensa, extensa y verdadera, le da a la película una carga de emotividad que parece traída de otra parte. La película ganó un desproporcionado premio a la mejor de la Competencia Argentina, en la última edición del Festival de Mar del Plata.

Leonardo D’Espósito en Noticias dijo:

”No falta humor (aunque no se cae en el disparate) ni la pintura precisa de personajes de varias generaciones. A veces falla el timing pero la intención amable se mantiene durante todo el film.”

## Participación en festivales
Festival Internacional de Cine de Mar del Plata 2018, en la Sección no competitiva "Panorama de Cine Argentino".
Festival Internacional de Cine de Santa Bárbara, 2019[cita requerida]
Festival de Cine Latino de Chicago, 2019[cita requerida]